# Юліан Ніхьюс
Юліан Ніхьюс (нім. Julian Niehues, нар. 17 квітня 2001, Мюнстер, Німеччина) — німецький футболіст, півзахисник клубу «Гайденгайм».

## Ігрова кар'єра
Юліан Ніхьюс починав займатися футболо у своєму рідному місті Мюнстер. У 2018 році він приєднався до молодіжного складу менхенгладбахської «Боруссії», підписавши з клубом трирічний контракт. У 2020 році футболіст почав грати за дублюючий склад «Боруссії» в Регіональній лізі.
Відігравши один сезон, він перейшов до «Кайзерслаутерна», який на той момент грав у Лізі 3. В першому ж сезоні Ніхьюс разом з командою вийшов до Другої Бундесліги.
Влітку 2024 року як вільний агент Ніхьюс перейшов до клубу Бундесліги «Гайденгайм». Але через травму не зміг дебютувати в клубі з початком сезону.